# سیارک ۱۷۵۵۴۸
سیارک ۱۷۵۵۴۸ (به انگلیسی: 175548 Sudzius، نامگذاری:2006SG285)۱۷۵۵۴۸مین سیارک کشف شده‌است که در ۲۷ سپتامبر ۲۰۰۶ کشف شد.